# Adélaïde de Saxe-Meiningen
Pour l’article homonyme, voir Adélaïde de Saxe-Meiningen (1891-1971).
Titres
Reine consort du Royaume-Uni
26 juin 1830 – 20 juin 1837
(6 ans, 11 mois et 25 jours)
Reine de Hanovre
26 juin 1830 – 20 juin 1837
(6 ans, 11 mois et 25 jours)
Signature
Adélaïde  Louise Thérèse Caroline Amélie de Saxe-Meiningen, née le 13 août 1792 à Meiningen et morte le 2 décembre 1849 à Bentley Priory, est une princesse d'origine allemande devenue reine consort du Royaume-Uni et de Hanovre comme épouse de Guillaume IV, roi de 1830 à 1837.

## Biographie

### Jeunesse
Née le 13 août 1792 à Meiningen dans le duché de Saxe-Meiningen (aujourd'hui dans le Land de Thuringe), Adélaïde est la fille du duc Georges Ier de Saxe-Meiningen et de Louise-Éléonore de Hohenlohe-Langenbourg, sœur du prince Christian Albert de Hohenlohe-Langenbourg. Elle est titrée Son Altesse Sérénissime la princesse Adélaïde de Saxe-Meiningen, duchesse en Saxe de sa naissance jusqu'au congrès de Vienne qui élève les membres de la Maison de Wettin au titre d'Altesse grand-ducale. Adélaïde est la sœur aînée d'Ida, née en 1794, et de Bernard, duc héritier né en 1800.
Le duc Georges meurt en 1803 et sa veuve devient régente pour leur fils Bernard II qui n'a que 3 ans. Elle réussit à préserver l'intégrité du duché alors que Napoléon Ier, empereur des Français, met un terme violent à l'existence du Saint-Empire romain germanique.

### Mariage

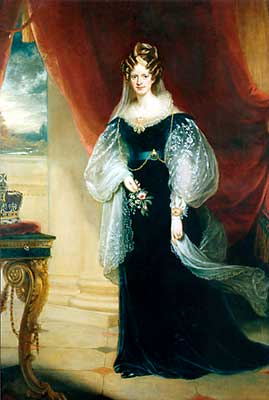
Portrait d'Adélaïde de Saxe-Meiningen par de Samuel Diez, 1830.

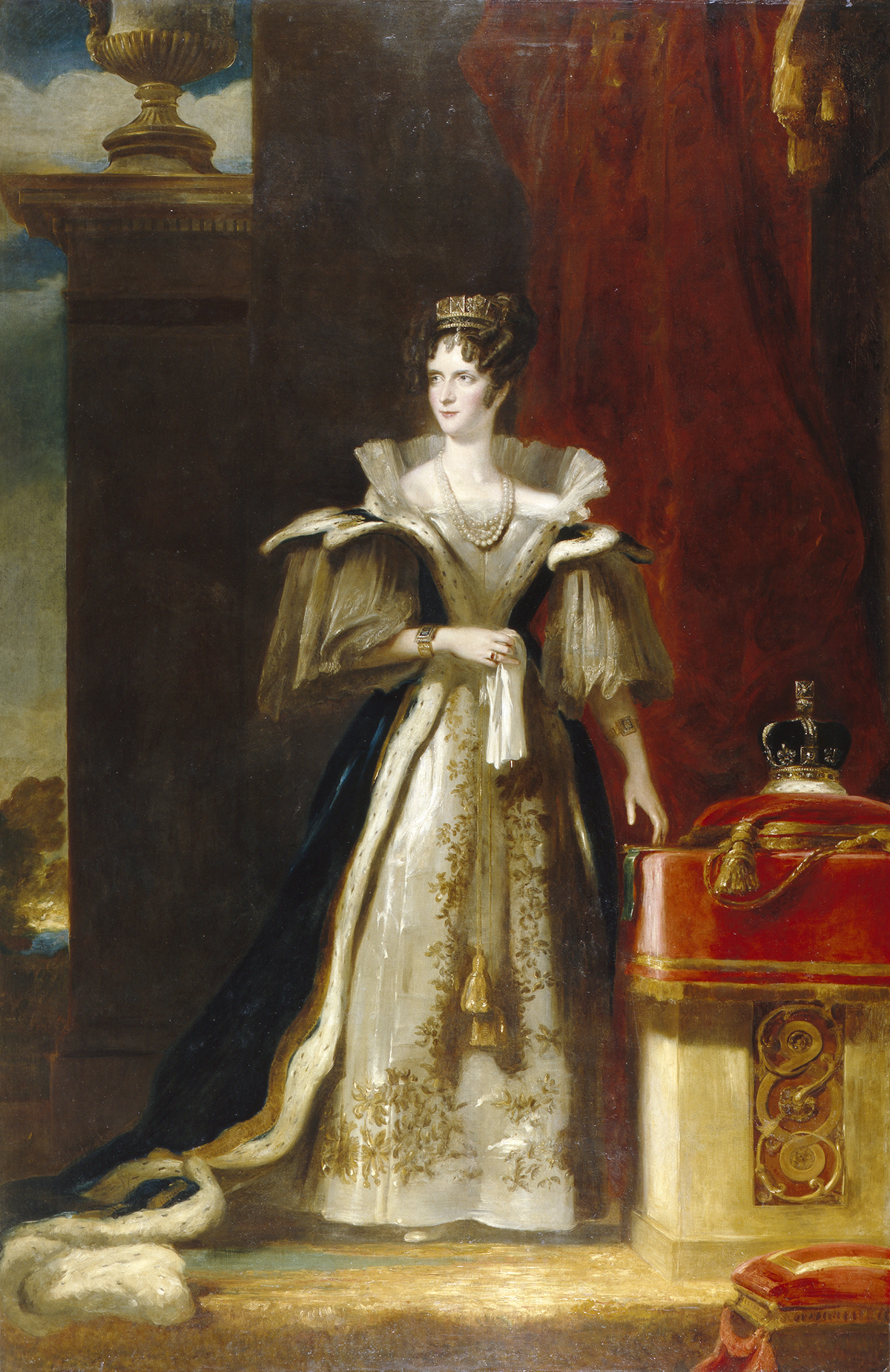
La reine Adélaïde en 1832.

Les princes anglais, fils du roi George III, ayant mené leur vie amoureuse en dehors des conventions de leur époque et des règles successorales du Royaume, se trouvent fort contrariés lorsque l'héritière du trône, la princesse Charlotte meurt lors de ses premières couches le 6 novembre 1817.
La Maison de Hanovre risquant de s'éteindre, ces princes quinquagénaires, Guillaume, duc de Clarence, Édouard-Auguste, duc de Kent et Strathearn, Ernest-Auguste, duc de Cumberland doivent rapidement se trouver des épouses de leur rang afin d'engendrer des enfants dynastes. Ils se tournent vers les petites maisons princières allemandes souveraines notamment en Thuringe.
Si Édouard n'a « que » 19 ans de plus que sa fiancée Victoire de Saxe-Cobourg-Saalfeld, déjà veuve et mère de famille, Guillaume, lui, est plus âgé de vingt-sept ans qu'Adélaïde qui est encore célibataire. De plus, le duc de Clarence est père d'enfants illégitimes issus de sa liaison avec l'actrice Dorothy Jordan.
Guillaume est également encouragé par la probabilité de grands avantages votés par le Parlement pour le duc et la duchesse de Clarence, nouveaux héritiers du trône. En réalité, le Parlement décide seulement une légère augmentation de liste civile pour les deux époux, et le duc, outragé, déclare qu'il ne souhaite plus se marier. Adélaïde, toujours célibataire à 26 ans, affirme quant à elle qu'elle désire toujours se marier. Le duc refuse la décision du Parlement pendant trois ans, jusqu'à ce qu'une large augmentation soit finalement votée lorsqu'il devient officiellement héritier présomptif en 1827.
Ainsi le 11 juillet 1818, à Kew Palace dans le Surrey, Adélaïde épouse-t-elle Guillaume, duc de Clarence, et le même jour sa cousine Victoire de Saxe-Cobourg-Saalfeld épouse le frère de Guillaume, Édouard-Auguste, duc de Kent.
Malgré ces circonstances, le couple s'installe à Hanovre, où le coût de la vie est bien plus bas qu'en Angleterre. Le couple demeure uni et à tous égards ils sont des époux dévoués l'un à l'autre.
Ils ont cinq enfants qui meurent au berceau au grand soulagement de leur belle-sœur la duchesse de Kent, de nouveau veuve après un an de mariage et qui place ses espoirs en sa propre fille, la future reine Victoria qui montra toujours beaucoup d'affection à sa tante.
Veuve en 1837, la reine Adélaïde meurt à Bentley Priory, proche de la ville de Stanmore dans le Middlesex, aujourd'hui située dans le borough londonien de Harrow. Elle fut enterrée dans la chapelle Saint-Georges de Windsor.
La capitale de l'état australienne d'Australie-Méridionale, Adélaïde, est nommée en son honneur.

## Titulature
Née princesse de Saxe-Meiningen, Adélaïde porta durant sa vie différents titres liés à sa situation matrimoniale. Elle fut la dernière reine consort du Royaume-Uni à être également reine de Hanovre.
Elle porta successivement les titres de :
- Son Altesse sérénissime la princesse Adélaïde de Saxe-Meiningen (1792–1815) ;
- Son Altesse la princesse Adélaïde de Saxe-Meiningen (1815–1818) ;
- Son Altesse royale la duchesse de Clarence et St Andrews (1818–1830) ;
- Sa Majesté la reine (1830–1837) ;
- Sa Majesté la reine Adélaïde (1837–1849).

## Dans la culture populaire
Dans le film Victoria : Les Jeunes Années d'une reine de Jean-Marc Vallée (2009), le rôle d'Adélaïde de Saxe-Meiningen est interprété par Harriet Walter.

### Sources
- (en) Joseph Massey, « Adelaide of Saxe-Meiningen: The Childless Queen Mother », dans Aidan Norrie, Carolyn Harris, J.L. Laynesmith, Danna R. Messer, Elena Woodacre, Hanoverian to Windsor Consorts. Power, Influence, and Dynasty, Palgrave Macmillan, 2023 (DOI https://doi-org/10.1007/978-3-031-12829-5_6), p. 89-110.
- http://www.englishmonarchs.co.uk/hanover_5.htm English Monarchs - Kings and Queens of England - William IV.